# Чемпионат Европы по водным видам спорта 1926
В 1926 году чемпионат Европы по водным видам спорта прошёл в Будапеште (Венгрия). Это был первый в истории официальный чемпионат Европы. В состязаниях принимали участие только мужчины. Спортсмены соревновались в водном поло, плавании и прыжках в воду.

## Общий медальный зачёт
Страна — хозяин соревнований
| Место | Страна         | Золото | Серебро | Бронза | Всего |
| ----- | -------------- | ------ | ------- | ------ | ----- |
| 1     | Германия       | 5      | 3       | 4      | 12    |
| 2     | Швеция         | 2      | 3       | 3      | 9     |
| 3     | Венгрия        | 2      | 2       | 0      | 4     |
| 4     | Бельгия        | 0      | 1       | 0      | 1     |
| 5     | Чехословакия   | 0      | 0       | 1      | 1     |
| 5     | Великобритания | 0      | 0       | 1      | 1     |
| Всего | Всего          | 9      | 9       | 9      | 27    |

## Медалисты

### Водное поло
| Дисциплины | Золото  | Серебро | Бронза   |
| ---------- | ------- | ------- | -------- |
| Мужчины    | Венгрия | Швеция  | Германия |

### Плавание
| Дисциплины                      | Золото                                                                          | Золото  | Серебро                                                               | Серебро | Бронза                                                        | Бронза  |
| ------------------------------- | ------------------------------------------------------------------------------- | ------- | --------------------------------------------------------------------- | ------- | ------------------------------------------------------------- | ------- |
| 100 м вольным стилем            | Иштван Барань · Венгрия                                                         | 1:01.0  | Арне Борг · Швеция                                                    | 1:01.1  | Георг Вернер · Швеция                                         | 1:03.6  |
| 400 м вольным стилем            | Арне Борг · Швеция                                                              | 5:14.2  | Херберт Хайнрих · Германия                                            | 5:21.4  | Фридрих Бергес · Германия                                     | 5:25.6  |
| 1500 м вольным стилем           | Арне Борг · Швеция                                                              | 21:29.2 | Фридрих Бергес · Германия                                             | 22:08.2 | Иоахим Радемахер · Германия                                   | 22:19.8 |
| 100 м на спине                  | Густав Фрёлих · Германия                                                        | 1:16.0  | Карой Барта · Венгрия                                                 | 1:16.0  | Эскиль Лундаль · Швеция                                       | 1:16.1  |
| 200 м брассом                   | Эрих Радемахер · Германия                                                       | 2:52.6  | Луи ван Пари · Бельгия                                                | 2:54.8  | Вильгельм Прассе · Германия                                   | 3:00.1  |
| Эстафета 4×200 м вольным стилем | Германия · Агууст Хайтман · Иоахим Радемахер · Фридрих Бергер · Херберт Хайнрих | 9:57.2  | Венгрия · Золтан Битскеи · Андраш Ваниэ · Геза Сигриц · Иштван Барань | 10:03.4 | Швеция · Оке Борг · Арне Борг · Эскиль Лундаль · Георг Вернер | 10:06.8 |

### Прыжки в воду
| Дисциплины   | Золото                | Серебро                 | Бронза                        |
| ------------ | --------------------- | ----------------------- | ----------------------------- |
| Трамплин 3 м | Артур Мунд · Германия | Йозеф Лехнир · Германия | Юлиус Балаш · Чехословакия    |
| Вышка 10 м   | Ханс Лубер · Германия | Хельге Эберг · Швеция   | Альберт Найт · Великобритания |